# 1FLTV

Логотип телеканала

1FLTV (аббревиатура от die erste Fürchstentums Liechtenstein Television, в переводе с нем. 1 телеканал Княжества Лихтенштейн) — единственный лихтенштейнский телеканал, начавший своё вещание 1 августа 2008 года после получения государственной лицензии. Транслируется на немецком языке.
Телеканал является проектом австрийского бизнесмена Беатриссы Шартль.
Вскоре после основания, вещатель объявил о своей незаинтересованности в присоединении к ЕВС и участии в Евровидении, назвав главной причиной отсутствие достаточного бюджета.